# Isla Rema
Isla Rema es el nombre de una isla que se encuentra situada en la parte sureste del lago Tana, en Etiopía, esta en la longitud y latitud  11°48′N 37°27′E / 11.800, 37.450. En la isla se ubica la iglesia de Medhane Alem, donde el emperador Sarsa Dengel está enterrado. Cuando R.E. Cheesman visitó la iglesia en marzo de 1933, se encontró con algunas pinturas que él describió como "hermosas", sugiriendo que eran de artistas europeos o de los monjes que habían estudiado en Palestina. Dos trípticos, en particular, conservan buenos colores, con "el fondo de oro viejo y los rojos son excelentes". Cheesman habló de la existencia también un jarrón de porcelana azul y blanca, donde reposarían las entrañas de Sarsa Dengel que fueron traídas desde el lugar de su muerte.